# جاك كوسغروف
جاك كوسغروف (بالإنجليزية: Jack Cosgrove)‏ هو لاعب كرة قدم أمريكية أمريكي، ولد في 30 أكتوبر 1956 في Sharon, Massachusetts ‏ في الولايات المتحدة.